# 福井市図書館
福井市図書館（ふくいしとしょかん、英: Fukui Municipal Library）は、福井県福井市が設置する公共図書館の総称である。
2006年（平成18年）に旧福井市・丹生郡清水町・足羽郡美山町・丹生郡越廼村の1市2町1村が合併した時点で、旧福井市域に市立図書館とみどり図書館の2館、旧清水町域に清水図書館、旧美山町域に美山図書館の各1館があり、合併の翌年に市の中心地区に新設された桜木図書館が加わり、合わせて5館から構成される。
市立図書館とみどり図書館には、移動図書館車「あじさい号」と「フェニックス号」がそれぞれ配備されている。

## 基礎情報
| 市立図書館   | 文京二丁目7番7号             | 4,002m2 | 1976年8月2日  | 10時-19時(火・水・木・金) 10時-18時(土・日) | 月曜日、第3日曜日、祝日、 年末年始、特別資料整理期間     | 444,779冊 | 121,891冊・点 | 31,426人  |
| みどり図書館 | 若杉三丁目301番地            | 3,286m2 | 1992年8月1日  | 10時-19時(月・水・木・金) 10時-18時(土・日) | 火曜日、第1日曜日、祝日、 年末年始、特別資料整理期間     | 380,630冊 | 498,636冊・点 | 198,884人 |
| 桜木図書館   | 手寄一丁目4番1号 (AOSSA 4階) | 2,044m2 | 2007年4月19日 | 10時-21時(平日) 10時-18時(土・日・祝)       | 第3木曜日(祝日の場合は翌日)、 年末年始、特別資料整理期間 | 249,679冊 | 315,023冊・点 | 264,201人 |
| 清水図書館   | 風巻町第21号17番地           | 696.2m2 | 1985年4月2日  | 10時-18時(火 - 金・土・日)                  | 月曜日、第3日曜日、祝日、 年末年始、特別資料整理期間     | 94,042冊  | 26,131冊・点  | 9,621人   |
| 美山図書館   | 美山町第2号12番地            | 491.6m2 | 1997年11月1日 | 10時-18時(火 - 金・土・日)                  | 月曜日、第3日曜日、祝日、 年末年始、特別資料整理期間     | 40,281冊  | 16,541冊・点  | 14,317人  |

- 資料の館外貸出には貸出カードが必要で、福井市内に在住・通勤・通学している者のみを対象として発行される[10]。
- 貸出カードは全館共通（移動図書館を含む）で、貸出は1人10冊、期間は2週間まで[10]。スマートフォンでWeb利用者カードが利用可能[11]。
- 資料の予約はインターネットでも可能であるが、インターネット予約サービスを利用するには、図書館のカウンターで事前登録が必要である[12]。
- 市図書館所蔵の資料の返却は、いずれの館の返却窓口でも受け付けている[10]。ほか、市内7か所に図書返却ボックスが設置されている（沿革）[10]。

## 福井市図書館史

### 明治・大正から昭和前期

#### 前史
福井市に公立の図書館が創立する以前、近隣の村では1906年（明治39年）1月、足羽郡木田村に私立木田図書館が木田尋常小学校に付設する形で木田村教育会によって設立されていた。同館の蔵書は篤志家から寄贈されたもので、その数は1911年（明治44年）3月末時点で和漢書と洋書を合わせて1,400冊足らずであった。当時は、こうした教育会と呼ばれる学校の外郭団体が各学区や市町村ごとに設立され、主に青年層を対象とする通俗教育の推進に大きな役割を果たしていた。木田校に続いて、順化校では順化文庫、足羽校では床屋文庫が、それぞれ教育会の事業によって開設された。

#### 市立福井図書館の設立

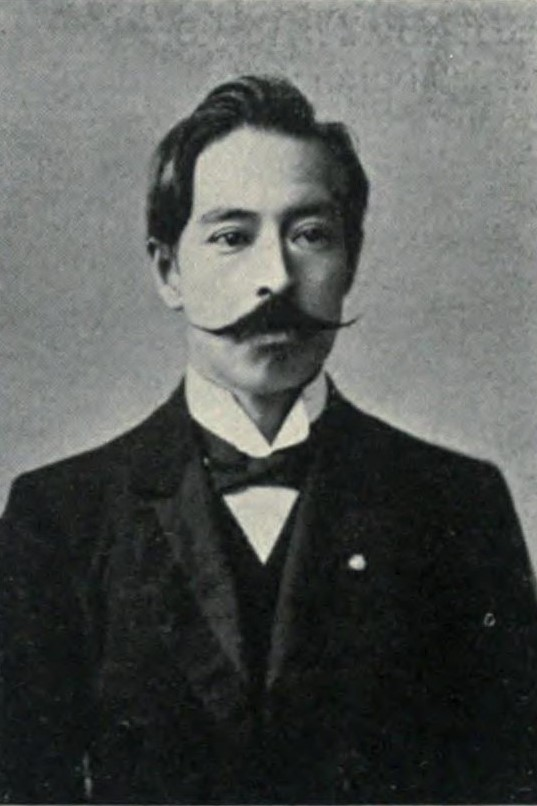
福井市に図書館を寄附した越前松平家第18代当主松平康荘

1907年（明治40年）、旧福井藩祖結城秀康の没後300年祭の記念事業として、旧藩主松平侯爵家第18代当主康荘が、図書館を設立して福井市に寄附することを決定し、同年5月25日付で市に知らされた。同年6月、福井市城町の旧下馬門内を敷地として建設に着工し、翌1908年（明治41年）3月に竣工した。また同月、松平家から福井市に旧藩主および旧藩校（明新館）の蔵書の一部が寄贈された。落成後、同月24日付で福井市長山品捨録に宛てて松平侯爵家令鈴木準道より提出された寄附願の書類によれば、井戸、便所等の付帯設備を含めた図書館の価格は4042円25銭9厘と見積もられ、この費用は松平家により支払われた。他方、この図書館の設立に賛同した本願寺福井別院輪番ほか市内有志84名が拠金して建てた附属書庫も、本館と共に市に寄贈された。市会は同年4月21日、この寄附願を採用し、設立される図書館は市で管理経営することが決定した。同年8月7日に文部大臣より設立が認可された後、市は職員を任命し、館則の制定や図書の整理等の準備を進め、1909年（明治42年）4月13日、福井市立福井図書館の開館式が挙行された。一般の縦覧は同月21日より許された。

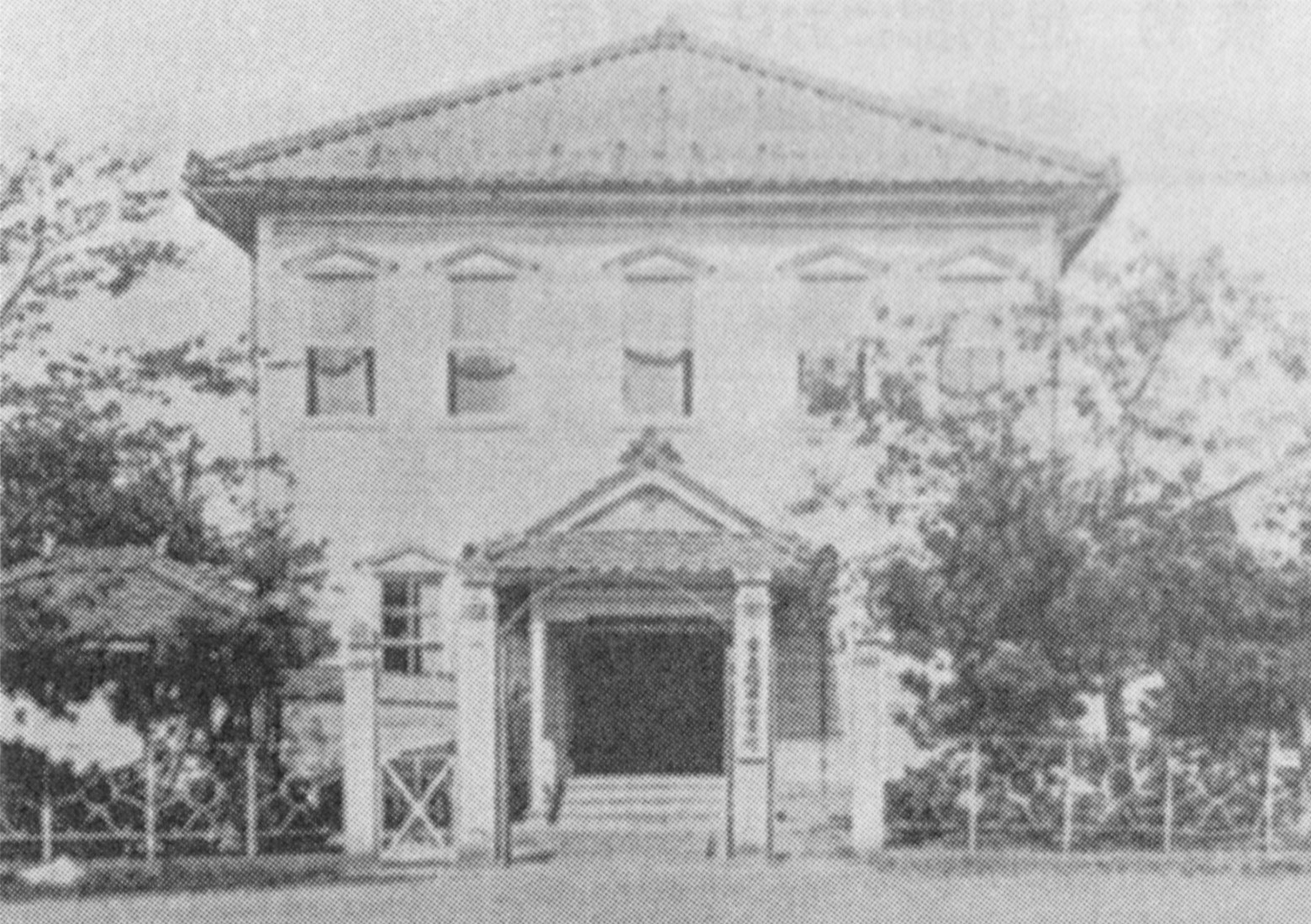
開館当時の市立福井図書館

開館当初の敷地面積は約294坪 (970 m2)、本館および附属建物51坪 (170 m2)、文庫棟15坪 (50 m2)で、本館は木造洋式2階建、文庫は日本式2階建と、同時代の福井県内の図書館の中では最も規模が大きく、蔵書は従来市が保有していた書物と松平家や市内蔵書家から寄託された書物を合わせて25,790冊、さらに新聞や雑誌も所蔵しており、施設、図書ともに充実していた。本館に保管依託された書籍の中には、民間では保存が難しい重要書籍も多数あり、福井市民のみならず、福井県民全体の知識の宝庫ともいえる存在となっていた。
本館には閲覧室が2か所あり、座席は40席あった。閲覧は12歳以上を対象に1回につき3種5冊までとされていたが、入館は無料で貸出に制限はなかった。1911年（明治44年）5月8日付の「福井北日本新聞」の記事によると、閲覧者の大半は図書館に隣接する旧制福井中学校の学生で、その他に官吏、会社員、僧侶、牧師などが利用した一方、新刊書の乏しさからか、実業方面の人が少なかったとされる。他方、県内各地からの利用者も多かったといわれる。
| 市立福井図書館の蔵書数                   | 市立福井図書館の蔵書数 | 市立福井図書館の蔵書数 | 市立福井図書館の蔵書数 | 市立福井図書館の蔵書数 |
| ---------------------------------------- | ---------------------- | ---------------------- | ---------------------- | ---------------------- |
| 年                                       |                        |                        |                        | 冊                     |
| 1909                                     | 1909                   |                        | 33670                  | 33670                  |
| 1915                                     | 1915                   |                        | 22182                  | 22182                  |
| 1920                                     | 1920                   |                        | 23094                  | 23094                  |
| 1925                                     | 1925                   |                        | 25185                  | 25185                  |
| 1930                                     | 1930                   |                        | 23050                  | 23050                  |
| 1935                                     | 1935                   |                        | 34531                  | 34531                  |
| 1940                                     | 1940                   |                        | 40990                  | 40990                  |
| 1941                                     | 1941                   |                        | 43015                  | 43015                  |
| 1942                                     | 1942                   |                        | 47273                  | 47273                  |
| 1947                                     | 1947                   |                        | 24496                  | 24496                  |
| 1949                                     | 1949                   |                        | 26966                  | 26966                  |
| 出典：「福井県史統計編」「福井県統計書」 |                        |                        |                        |                        |

やがて、閲覧人数の増加に伴い、館内が狭くなったため、1923年（大正12年）7月に館内の一斉整理とともに閲覧室が拡張され、同年中には午後9時までの夜間開館も実施している。1927年（昭和2年）8月にも本館を増築して閲覧室および書庫が拡張された。1928年（昭和3年）には館報『福井図書館報』を創刊、市内の青年団を対象とした青年巡回文庫を開設したほか、第1回郷土資料展を開催している。これらは、文化人としても名を知られた永井環市政期に実現したものである。永井は自身が収蔵に関わった蔵書の一つ一つに識語を付すほど情熱を傾けた。
開館直後の1911年（明治44年）には、図書館の開館日数は年間262日、閲覧人数は8,898人で、一日平均30人程度であったのが、1938年（昭和13年）には、開館日数は290日、閲覧人数は120,533人で、一日平均411人となるなど、利用実績を大きく伸ばしている。1930年（昭和5年）発行の『福井図書館案内』によれば、閲覧室は男女別々に分けられていたが、1935年（昭和10年）2月にはレファレンス対応や夜間開館で逐年好成績を挙げたことを称えて文部省優良図書館の褒賞を受け、同年予算額も5,450円から10,000円に増額している。
図書館創立25周年を迎えた1934年（昭和9年）、蔵書目録をカード目録に改めることにし、およそ3万3000冊の蔵書の図書番号をカード順に振り直し、分類配架した。また、市民に対して、発刊した著書、処分する蔵書、郷土資料の印刷物、団体刊行物などについて、図書を寄贈するよう呼びかけた。1936年（昭和11年）度からは館外貸出方式を採用し、女性や労働者に対する読書普及運動を展開した。
1933年（昭和8年）7月に図書館令が改正され、中央図書館制度が設けられたことを受けて、市立福井図書館長の石橋重吉は翌年の『福井図書館報』第16号「図書館の窓から」の中で、県当局に対し、当時北信越地区の中で唯一中央図書館が未指定のままで、全国でも最下位にあった福井県の図書館事業について、最下位を脱するべく、中央図書館指定と県下図書館協会組織の立ち上げの問題に真摯に取り組むよう、熱心に説いている。石橋館長の提言から6年後の1940年（昭和15年）7月29日、同令第10条に基づき、市立福井図書館は福井県知事より福井県中央図書館に指定された。これにより、市立福井図書館は県内の全図書館の中心となって活動することになり、各図書館の発展のために巡回文庫による県民の読書の奨励などの各種活動を開始した。初年度には県から1,000円が交付され、中央図書館指定の図書を315冊購入している。

#### 戦災・震災
生のグラフデータを参照/編集してください.
上掲のグラフが示す通り、1942年（昭和17年）頃までは順調に閲覧人数を伸ばしていたが、1941年（昭和16年）12月に開戦した太平洋戦争の戦局の悪化に伴い、図書館利用者の多くが、軍隊に召集されたり、軍需品工場に徴用されたり、食糧増産その他のために動員されたりし、青壮年の男女ばかりでなく、国民学校の生徒まで駆り出され、図書館は閲覧者がほとんどいない状態となった。戦時中、図書館の維持に必要な資材や資金が不足し、新刊図書の購入や施設の整備も思うように行かず、図書館の活動は次第に衰微した。
1943年（昭和18年）1月には、幕末維新の新文化に関する文献研究の便に供するため、福井藩洋学所の蘭学関係の図書目録『和蘭図書目録』を刊行しているが、目録作成の主旨とは裏腹に「蘭書も南進に一役」と時局の中に組み込まれていった。
1945年（昭和20年）に入ると、アメリカ軍による日本本土への都市爆撃が一段と激化し、7月12日には日本海側にある本県でも敦賀市が爆撃を受け（敦賀空襲）、敦賀図書館が焼失するなど、大きな損害を被った。このため、市立福井図書館も疎開命令を受け、次のような疎開措置を講じることにした。
疎開を急ぐ中、7月19日の夜半に福井市街も都市爆撃を受け（福井大空襲）、市立福井図書館は、西安居校への疎開を控えていた図書、および書庫に残されていた数十年分の新聞、雑誌、官報類のすべてを、建物もろとも焼失し、灰燼に帰した。また、この空襲で疎開先の花月国民学校も全焼し、もとあった図書館の蔵書（委託図書を含めて42,488冊）の3分の2以上が失われた。加えて、罹災前に巡回文庫にて貸出した約4,000冊のうち、返却されたものはわずか1,200冊に過ぎず、貸出図書も多くが散逸した。ただ、館長を含め7名の職員に死傷者が出なかったのは不幸中の幸いであった。

##### 復興への取り組みと断念
1945年（昭和20年）8月13日より、戦災を免れた豊国民学校の一室を借りて仮の図書館とし、事務室を置いて図書館再開に向けて対策を立てることにした。まず、西安居校へ疎開していた図書から自動車1台分を取り寄せ、空襲を受けなかった武生や鯖江などの書店で図書を数十冊購入した。
こうして同年11月12日より、館外貸出こそ行われなかったものの、図書の一部が一般の閲覧に供され、図書館活動が再開した。再開後、花筐文庫からも疎開中の図書を取り寄せ、蔵書の整理が行われた。このとき整理された図書の中には、幸いにも焼失を免れた、福井藩校以来の国書漢籍などの蔵書約2万2000冊も含まれていた。並行して、図書の購入も積極的に行った結果、新刊図書の冊数は2,100冊にもなった。
しかし、豊校から借りた部屋は一室のみであり、その用途は一室で事務室、書庫、閲覧室を兼ねていたため、不便を強いられた。それに加えて、豊校は当時の市街地の最南端にあり、市の中心から外れた場所であったことにより、図書館の利用は伸び悩み、翌年の夏ごろまでは閲覧者もごくわずかしかいなかった。それでも、1946年（昭和21年）8月からは巡回文庫の活動を再開するなど活発な動きを見せ、1947年（昭和22年）に入ると、ようやく月間の閲覧者数が1,000人を超すまでになった。
連合国軍が日本を占領すると、GHQ福井軍政部からアメリカ図書約2,000冊および雑紙8,000冊、その他新聞などが図書館へ寄贈された。これらアメリカからの寄贈図書類は、1947年（昭和22年）7月に豊島中町の福井市第二厚生園「三谷館」（現在の佐佳枝ポンプ場の位置）の2階の一室を借りて設けた分室に収蔵され、「アメリカ文庫」として同月14日に開館・公開した。また、映像を通した民主主義思想普及のため、成人を対象とした社会教育の一環として、福井県中央図書館に指定されていた市立福井図書館にフィルム・ライブラリーが設置され、映画の上映が行われた。
福井市は1945年（昭和20年）10月以来、戦災復興都市計画事業を推進していたが、終戦直後で市が持てる資金および資材が極度に不足する中、蔵書も含めて図書館の本格的な復興は容易ではなかった。そのような中、1948年（昭和23年）6月28日、追い打ちをかけるように福井大震災が発生し、仮の図書館が入る豊校の校舎が全壊したため、翌月に図書館は分室を置いていた「三谷館」へ再び移転することになる。
当時の館長・石橋重吉は図書館の再建に関し、裏日本の県で県立図書館を有していないのは福井県だけであることを指摘した上で、この際、近代的で規模の大きい県立の図書館を福井市の中心部に建設するよう求める提言を行った。それと同時に、市立福井図書館を拠点として県立中央図書館創設運動が展開された。
福井大震災に際して名古屋市から寄せられた義捐金のうち500万円は県立図書館の建設に充てられることになり、1950年（昭和25年）4月、福井市宝永3丁目の養浩館庭園隣接地に福井県立図書館が新築開館した。これにより、市立福井図書館は10年来の福井県中央図書館としての役割を終え、重要図書を含む蔵書約2万冊を新設された県立図書館などに寄託して、同年3月に廃館となった。

### 昭和中期・後期

#### 公民館図書部と移動図書館
1950年（昭和25年）に県立図書館の開設により市立図書館は廃止されたが、公民館活動の一環として福井市公民館に図書部が置かれ、規模縮小しながらも市民への図書サービスは引き継がれた。一方で、市民の間には市立図書館の建設を望む声が広がっていった。同年11月に結成されたばかりの県図書館協会は、「人口10万人規模の都市で図書館を持たない市は珍しく、一般市民向けの教養書を中心とした市立図書館の建設が必要である」と説き、市への働きかけ、ならびに各方面への呼びかけを行った。
1960年（昭和35年）8月、福井県立図書館などに委託保管してあった戦前の市立図書館の蔵書19,799冊が、県立図書館の蔵書の増加に伴い、福井市体育館の新築を機に福井市に返還され、同体育館に移されて、市社会教育課の所管となった。旧市立図書館の蔵書は学術的価値があり、重要な資料も多く、県内外の識者や多くの市民から蔵書の公開および図書館建設を求める声が寄せられた。
こうした動きを受け、市社会教育課は1962年（昭和37年）6月、ライトバン1台を購入して「フェニックス号」と命名し、福井市体育館を発着拠点として、移動図書館による配本サービスを開始した。このときの移動図書館活動の内容は、木製の配本箱に1セット20冊ほどの貸出図書を詰め込み、市内の読書グループを車で巡回して貸出を行うというものであった。1969年（昭和44年）10月からは、読書グループ以外にも、公民館や小・中学校へ移動図書を配本するとともに蔵書の分類整理を開始した。1970年（昭和45年）4月には県立図書館福井配本所の指定を受け、1973年（昭和48年）8月からは「フェニックス号」に代わり、専用の移動図書館車「あじさい号」（トヨタ製マイクロバス）が、1,400冊を積載して福井市郊外の6地区48ステーションに月1回の巡回貸出を開始した。
市立図書館の再建計画は島田博道市政期、1968年（昭和43年）度から準備が進められた。同年、市営体育館に隣接する市営テニスコートを候補地として図書館を建設する案が提出されたが、反対意見が強く、1970年（昭和45年）になると、同地での建設は見送られた。その後も図書館建設に向けた動きはあったものの、財政の悪化による国の総需要抑制政策により、資金調達の目処が立たず、足踏み状態が続いた。一方で、全国的に「市民のための図書館」の必要性が高まり、1973年（昭和48年）度には県の図書館施設整備補助金の交付基準が定められ、図書館建設・整備の推進に弾みをつけた。1974年（昭和49年）度に入って、ようやく起債が決まり、同年10月、福井市文京地区の現在地に市立図書館を建設することが決定した。

#### 市立図書館の再建

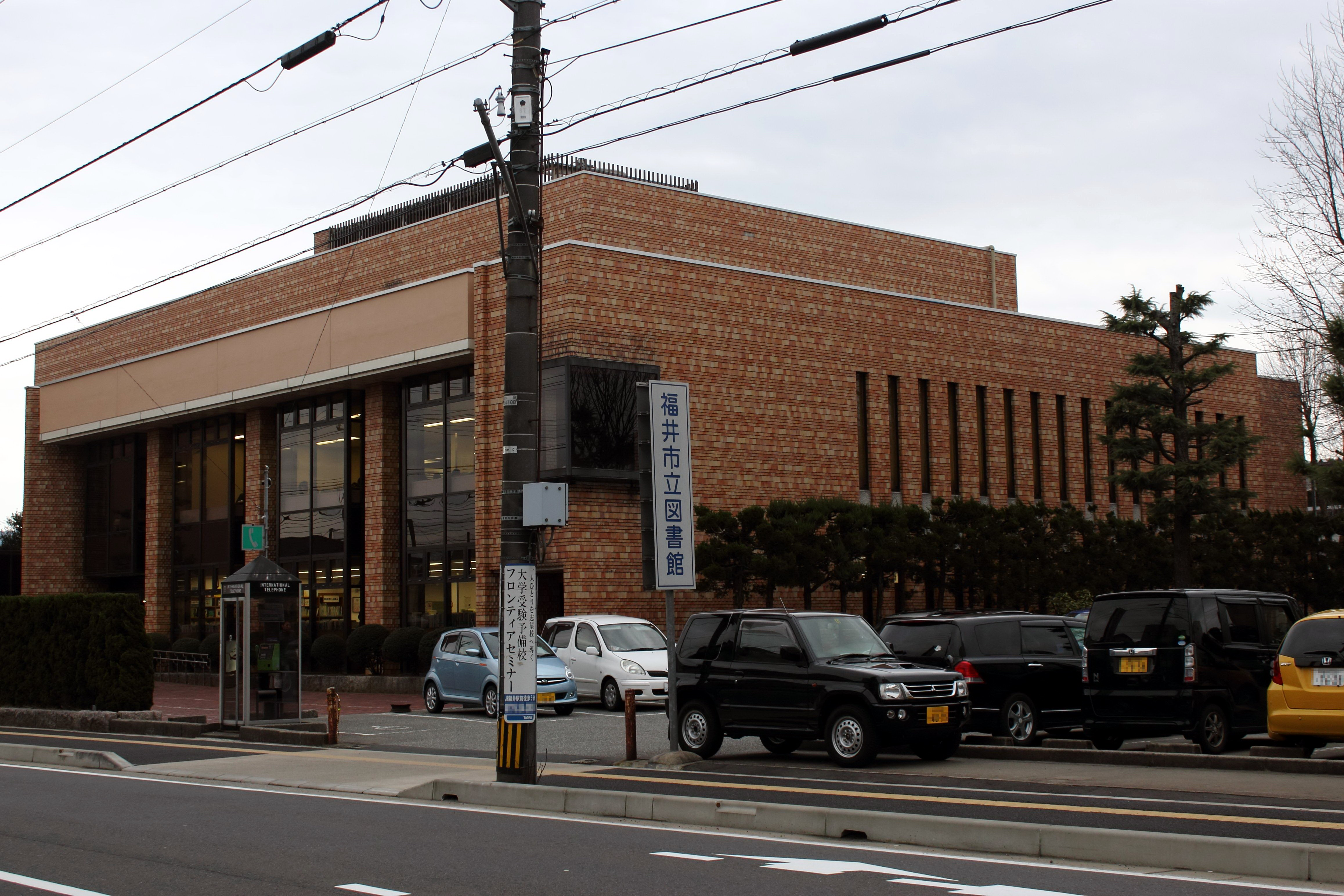
福井市立図書館（2014年1月25日撮影）

図書館の建設は大武幸夫市政期、1975年（昭和50年）3月に着工、翌1976年（昭和51年）6月1日に新築竣工し、同年8月2日に福井市立図書館の開館式が挙行された。新しい図書館は、本館が鉄筋コンクリート3階建、附属建物が鉄筋コンクリート4階建で、開館当初の蔵書数は一般図書40,000冊、児童書7,000冊、レファレンス資料6,000冊、総工費は5億8250万円と見積もられた。この建物は、1978年（昭和53年）度の第10回中部建築賞一般部門で入選している。その特徴的な外壁のタイルは有田で焼かれた独特の色である。
当時は未だ県立図書館を含め、本を書庫に置く閉架式の図書館が多かった中で、福井市立図書館は県内では初めて、利用者が自由に本を手に取ることができる開架式を採用した。図書の貸出は、貸出冊数を1人3冊までとして、開館式の翌日から開始した。貸出方式はブラウン式で、本の後ろに貼られたブックポケットからブックカードを抜き出し、袋状の貸出券に挟んで、返却期限票に返却期日を記録し、貸出手続きを行うというものであった。蔵書目録も未だカード目録で、参考図書室の蔵書目録カードケースから目録カードを引いて本を探していた。
福井市立図書館の施設や運営の基本理念は、中小都市における公共図書館の運営論『中小レポート』の理念を実践して全国的な反響を呼んだ日野市立図書館（東京都）をはじめとする全国の先進館に学んだもので、以後に計画された県内の市町村図書館の新築・改築に際して、構想策定に模範的な役割を果たしたとされる。
1980年（昭和55年）度からは、紙芝居会および絵本の読み聞かせ会を定期開催するようになった。

### 平成から令和期

#### 電算化とサービス網の展開
昭和60年代には、公共図書館や大学図書館の電算化が全国的な趨勢となっていた。福井市立図書館は金沢工業大学ライブラリーセンターの協力の下、コンピュータによる文献情報サービスを開始すべく、蔵書22万冊のデータ入力作業に着手した。1989年（平成元年）5月、富士通製のオフコンによる図書管理システム「LIMS II」を導入して図書館業務を電算化し、翌年度から本稼働させて貸出冊数を1人10冊までに増やしたところ、貸出利用実績が大幅に伸びた。
市民の余暇時間の増大と学習意欲の高まりに応えるため、1990年（平成2年）9月に市は第二図書館の建設に着工し、1992年（平成4年）8月1日、福井市若杉町に福井市立みどり図書館が新規開館した。みどり図書館と市立図書館はオンラインで結ばれ、館内に設置された端末機を利用者が操作して両館の蔵書を検索できるシステムが稼働し、どちらの館でも資料の貸出および返却を行うことが可能になった。
1997年（平成9年）度、市立図書館とみどり図書館は学校向けのブックトークのサービスを正式に開始した。
2002年（平成14年）1月にはコンピュータシステムを一新し、同月26日に市立図書館とみどり図書館は共同でホームページを開設し、インターネットに接続されたパソコンから両館の蔵書約60万冊をタイトルや著者名で検索したり、本の貸出状況を確認したりすることが可能になった。さらに、2003年（平成15年）1月5日からは、インターネット経由での蔵書の貸出予約にも対応した。仕事の関係で昼間の開館時間に来館しにくいサラリーマンなどが夜間に予約する事例が多く、減少傾向にあった図書館の利用者数の拡大に寄与している。
2003年（平成15年）度からは、生後3か月から3歳までの乳幼児とその保護者を対象としたブックスタート事業を開始した。また、同年度より、松平家寄贈資料（和漢古書）の一部のデジタルデータ化に着手し、2005年（平成17年）1月、超高精細画像化された資料を閲覧可能なデジタル貴重書「越國文庫」をインターネット上で公開した。
2004年（平成16年）7月18日、未明からの記録的大雨（平成16年7月福井豪雨）により、みどり図書館で浸水被害が発生した（詳細は同館の項を参照）。市立図書館においても、利用者に貸出中の図書等692冊が汚損したり流失したりした。

#### 一体的な多館運営
2006年（平成18年）2月1日、市町村合併（いわゆる平成の大合併）により、旧清水町、美山町および越廼村の各町村立図書館が、それぞれ福井市の所管となった。

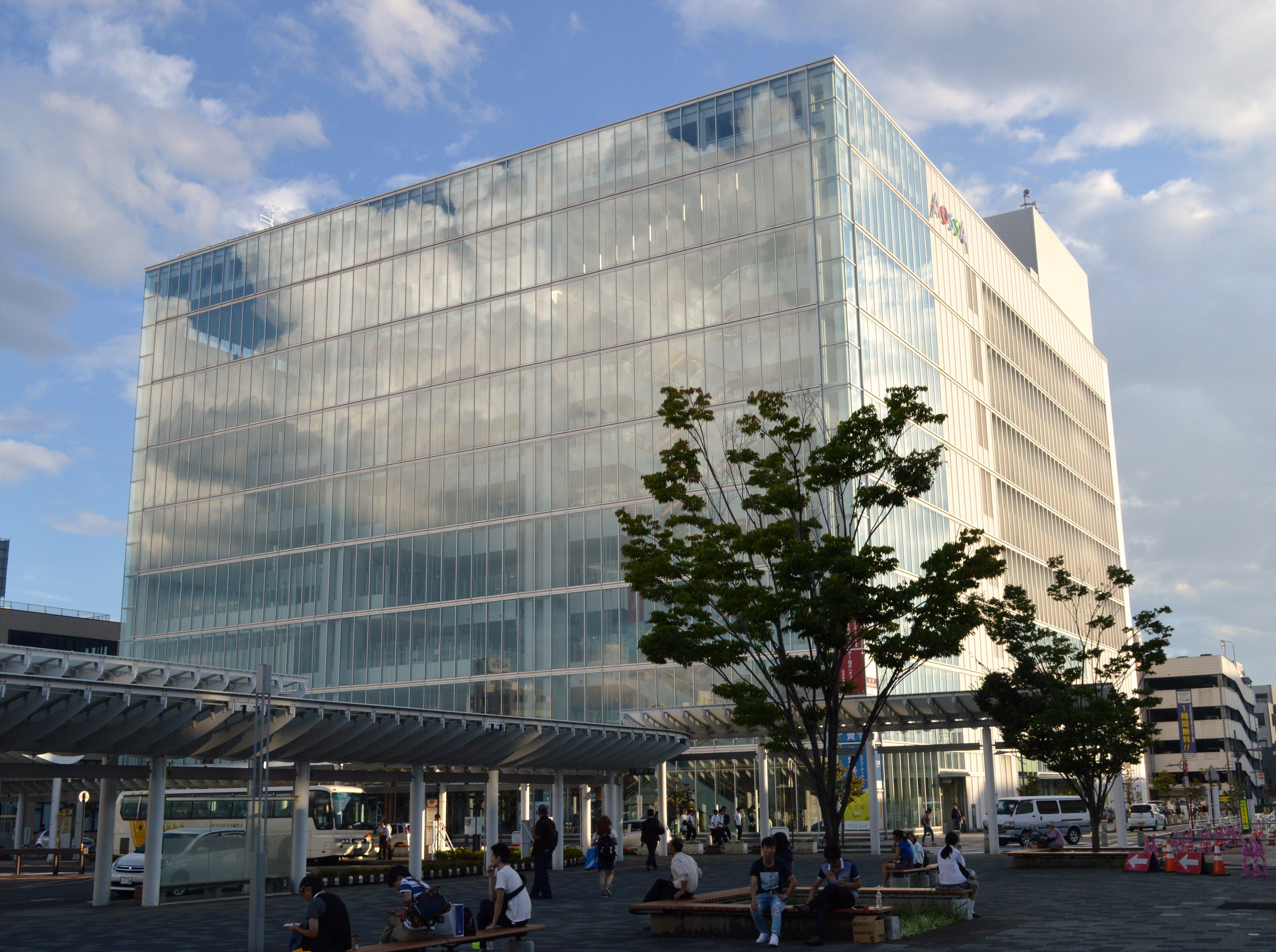
桜木図書館が入るAOSSA

2007年（平成19年）4月19日、JR福井駅東側の手寄地区第一種市街地再開発事業により建設された複合施設、AOSSA（アオッサ）の4階に福井市立桜木図書館が新規開館し、福井市図書館は5館体制となる。のち2013年（平成25年）1月、5館のコンピュータシステムの統合が完了した。
2000年代、ウェブ接続が可能な携帯電話が普及したことに伴い、福井市図書館は2008年（平成20年）12月、携帯版ホームページを開設した。2010年代に入り、スマートフォンが普及すると、2019年（平成31年）1月にスマートフォン専用サイトを開設した。
2015年（平成27年）度、福井市図書館5館は雑誌スポンサー制度を導入した。同制度は、民間事業者に図書館の雑誌の購入費用を負担してもらう代わりに、図書館に配架される雑誌の最新号のカバーに広告を掲載することができる制度である。福井県内では越前市立図書館が2008年度から先駆けて同様の制度を導入している。
2018年（平成30年）度より、福井市にとって2台目となる移動図書館車「フェニックス号」が、みどり図書館に配備され、正式に稼働を開始した。
2020年（令和2年）3月末から4月にかけて、COVID-19の流行が福井県内でも拡大した影響により、同年3月28日、29日の両日、および4月4日から5月17日までの間、福井市図書館は全館臨時休館した。臨時休館中もインターネットでの図書の貸出予約は可能で、確保された予約図書の数量が日に日に増えてきたため、市立・みどり両館では、5月7日より自館駐車場に配置した移動図書館車によるドライブスルー方式での予約図書の貸出が実施された。5月18日に再び開館した後も、しばらくの間は感染拡大防止のため、貸出冊数を1人15冊までに増やして貸出期限を延長したり、児童・生徒らを対象とした来館自粛の呼びかけや入館制限を実施したり、閉館時間を早めたりするなどの措置が取られた。
2020年（令和2年）8月からは予約図書の郵送サービス（送料は往復とも利用者が負担）の運用を開始した。また、市立・みどり・桜木の3館は、2022年（令和4年）6月から、障害者向けの郵送貸出サービスを開始した。2023年（令和5年）11月、同3館は国立国会図書館視覚障害者等用データ送信サービスの送信承認館に加わった。
貸出図書の返却場所に関して、2016年（平成28年）11月14日、福井市役所に館外では最初の図書返却ポストが設置され、2020年（令和2年）12月1日には、さらにJR福井駅と西武福井店に返却ボックスが増設された。2021年（令和3年）11月までに、市内のショッピングセンター東西南北各方面4か所（パリオCITY、MEGAドン・キホーテUNY福井店、ショッピングシティベル、ラブリーパートナーエルパ）にも返却ボックスが設置された。これにより、通勤・通学や買い物のついでに本を返却できるようになり、貸出図書返却の利便性が向上した。2022年（令和4年）5月には、田原町ミニ図書館の開設にあわせて、同館の休館日の返却に対応する図書返却ボックスが田原町駅に設置された。同年8月7日、JR福井駅の返却ボックスが廃止されたが、代わりにハピリンに返却ボックスが設置されている。

#### 市立図書館の大改修
福井市立図書館は築38年を経過した頃から、建物の耐震性不足、および雨漏りや外壁タイルの剥落等、施設・設備の老朽化問題が市議会で提起され、2017年（平成29年）度当初予算案に大規模な再整備事業の検討が盛り込まれた。その後、2018年（平成30年）3月に「福井市立図書館リニューアル事業基本構想」が示され、2019年（平成31年）3月に「福井市立図書館リニューアル事業基本計画」が策定された。2020年（令和2年）度から2021年（令和3年）度にかけて、基本・実施設計および工損調査を行い、2022年（令和4年）度より改修工事に入る。

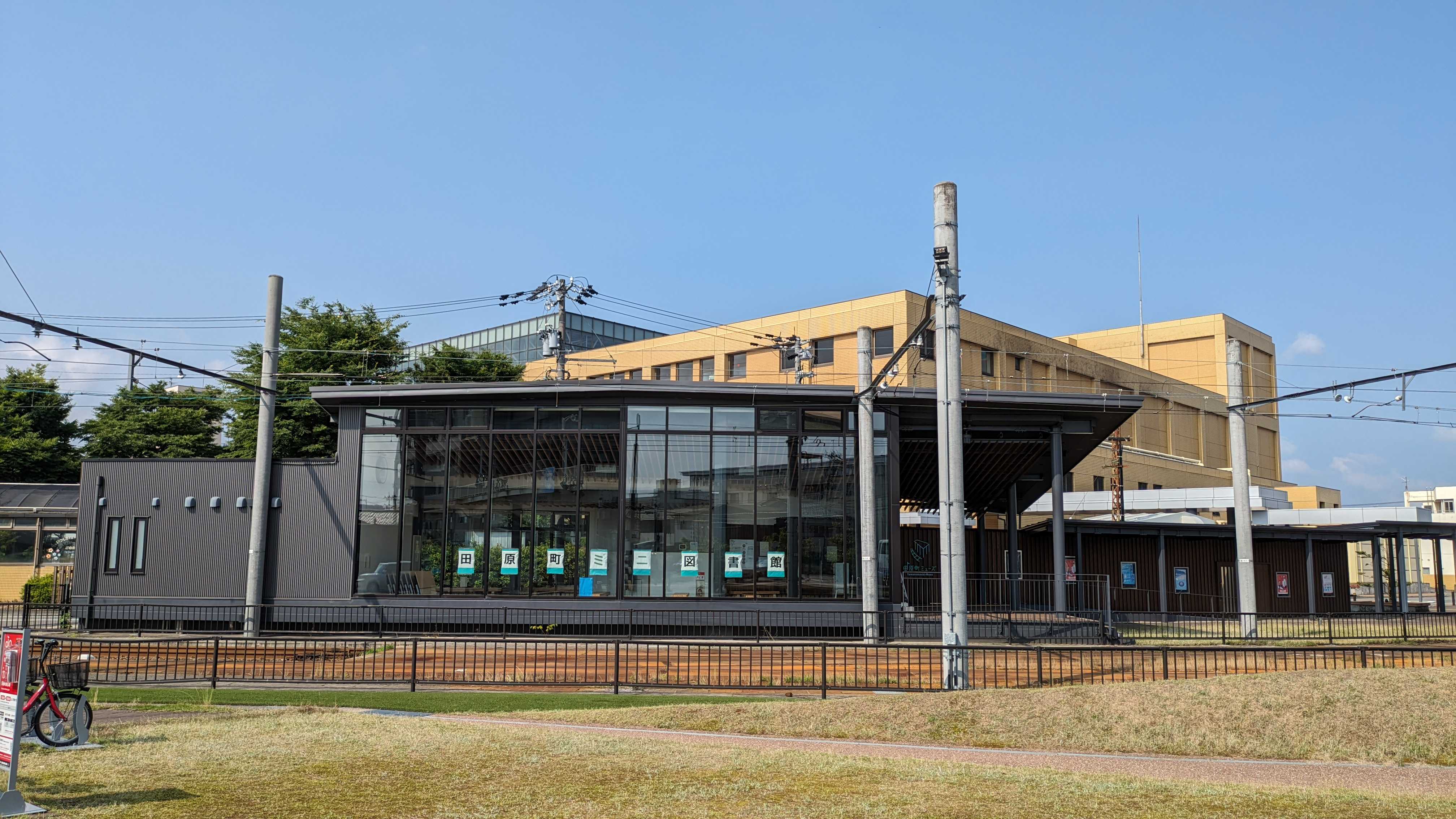
田原町ミニ図書館の外観

施設の大規模な改修工事のため、市立図書館は2022年（令和4年）5月9日から2024年（令和6年）4月30日まで休館することとなる。休館期間中は、臨時窓口として田原町ミニ図書館が、市立図書館最寄りの田原町駅に隣接する多目的待合スペース「田原町ミューズ」内に開設された。このミニ図書館では、司書が常駐し、予約図書の受け渡し、新着図書の閲覧、貸出、返却に対応するほか、図書館の各種イベントが行われた。退役した旧あじさい号も活用して、約1800冊の本が用意された。
市立図書館は2022年（令和4年）5月8日の閉館後、開架図書約12万冊にICタグの貼付とシステム登録を済ませ、6月中旬から約46万冊の蔵書を段ボールに箱詰めする作業を開始し、9月に図書を含むすべての搬出作業が完了して、10月から建物の改修に着工した。段ボールに詰められて搬出された図書は、市内8施設で保管され、2024年（令和6年）1月上旬より新図書館に搬入を開始した。
市立図書館のリニューアルオープンに伴い、田原町ミニ図書館は2024年（令和6年）4月26日をもって閉館し、田原町駅に設置されていた返却ポストも同月30日に撤去された。
2024年（令和6年）5月1日、福井市立図書館のリニューアル開館式典が挙行され、出席者が施設内を見学する内覧会が行われた後、午後1時から一般市民の利用が開始された。

### 年表
- 1909年（明治42年）4月13日 - 旧福井藩主松平家からの寄付として、福井市立福井図書館が開館。
- 1940年（昭和15年）7月29日 - 福井県知事より「福井県中央図書館」に指定[98]。
- 1945年（昭和20年）7月19日 - 福井空襲により建物および蔵書の大部分を焼失[98]。
- 1948年（昭和23年）6月28日 - 福井震災により仮館舎が全壊し、再移転[98]。
- 1950年（昭和25年）3月 - 戦災・震災の影響や市の財政難により廃館[98]。一部蔵書を県立図書館に寄託。
- 1960年（昭和35年）8月 - 県立図書館に寄託してあった旧蔵書が福井市に返還、市営体育館にて保管。
- 1962年（昭和37年）6月 - 移動図書館車「フェニックス号」（初代）が活動を開始[99]。
- 1973年（昭和48年）8月 - 「フェニックス号」に代わり「あじさい号」（初代）を導入[99]。
- 1976年（昭和51年）8月2日 - 福井市文京に福井市立図書館を再建、新築開館[48]。
- 1984年（昭和59年）9月 - 「あじさい号」（2代目）を購入[22][99]。
- 1992年（平成4年）8月1日 - 福井市若杉に市立みどり図書館を開館[60]。
- 2001年（平成13年）10月 - 「あじさい号」（3代目）を導入[99][100]。
- 2002年（平成14年）1月26日 - 公式ホームページを開設、ウェブOPACの提供開始[62]。
- 2003年（平成15年）1月 - インターネットによる図書の予約受付サービスを開始[51]。
- 2004年（平成16年）7月18日 - 福井豪雨により、みどり図書館が被災、一時休館[65]。
- 2005年（平成17年）3月30日 - みどり図書館が復旧工事を終え、再び開館[101]。
- 2006年（平成18年）2月1日 - 合併した旧町立図書館が福井市に移管（市立清水図書館・美山図書館）[4]。
- 2007年（平成19年）4月19日 - 福井市手寄（AOSSA内）に市立桜木図書館を開館[5]。
- 2013年（平成25年）1月 - 全5館のコンピュータシステムを統合[98]。
- 2017年（平成29年）12月15日 - 「フェニックス号」（2代目）を導入[71]。
- 2019年（平成31年）1月11日 - 図書館システムを更新、スマートフォン専用サイトを開設[68]。
- 2021年（令和3年）11月 - 「あじさい号」（4代目）を導入[98]。
- 2022年（令和4年）
  - 5月8日 - 福井市文京の市立図書館が大規模改修のため、この日をもって閉館[80][102]。
  - 5月9日 - 福井市田原の田原町ミューズに臨時の田原町ミニ図書館を開設[77][102]。
- 2024年（令和6年）5月1日 - 地域交流センターを併設した市立図書館がリニューアル開館[96][97]。

## 特色

### 越國文庫
越國文庫（えっこくぶんこ）とは、旧市立福井図書館設立時に越前松平家より寄贈された蔵書のうち、福井市図書館が所蔵する国書7,332冊、漢籍7,444冊、英書325冊、蘭書33冊、計15,134冊で構成される古書群である。「越國文庫」の名称は資料中の蔵書印の一つにちなむ。1979年（昭和54年）3月、福井市立図書館は越國文庫の蔵書を分類整理し、集大成した『和漢古書分類目録』を刊行した。資料の分類および同目録の編纂には、福井市に眠ったままの未整理の和漢古書があることを知った書誌学者の長沢規矩也や、内閣文庫和漢書専門官の福井保らが尽力した。
資料の中心は旧福井藩校の蔵書である。発見された稀覯本の中でも、元禄7年刊の浮世草子『うき世隠さと』（全5巻）の完本を所蔵しているのは当文庫のみである。また、苗村常伯作『和漢理屈物語』の種本となった『山ほとときす』の原本（天和2年刊）は、同文庫蔵書の分類整理中に初めて発見された。当文庫所蔵の『帝鑑図説』は、旧福井藩主松平春嶽が若き明治天皇に進講した際に使用された漢籍とされる。
同じく松平家からの寄贈資料を所蔵する市内の文庫として、福井県立図書館の「松平文庫」や、福井市立郷土歴史博物館の「越葵文庫」（えっきぶんこ）が知られる。越國文庫の資料の一部は、超高精細画像としてデジタル保存され、福井市図書館のウェブサイト「デジタル貴重書 越國文庫コレクション」で公開されているほか、福井県文書館が運営する「デジタルアーカイブ福井」からも検索・閲覧することが可能である。

### こども司書くらぶ
福井市は2019年（令和元年）度から毎年度、小学4年生から6年生を対象とする「こども司書くらぶ」を結成し、司書の仕事体験や、本の分類クイズなどを実施している。そして、年度末には市図書館の児童書担当司書が候補作に推薦した高学年向け新刊児童書の中から、子どもたちが一番お薦めしたい本を投票で選ぶ「福井市こどもの本大賞」の発表会が開かれる。
この事業は、学校の枠を越えて本好きな子どもたちが集い、メンバー同士で本について語り合う、仲間との出会い、良書との出合いの場となるように企画された。3期目となる2021年（令和3年）には、同事業を担当する市立図書館主幹の司書が、第70回読売教育賞の地域社会教育活動部門において最優秀賞を受賞した。

## 各館

### 市立図書館
福井市立図書館（ふくいしりつとしょかん）は、福井市文京2丁目にある公共図書館。福井大学、県立藤島高校、北陸学園北陸高校・中学校、市立明道中学校、県立美術館などが立ち並ぶ文教地区にある。福井市図書館の中央館に位置づけられ、「市立図書館」の通称で市民に親しまれている。郷土資料の網羅的収集に重点を置いたサービスを展開しており、専任の図書館員を配置している。専門図書および参考図書の収集においても専門的な役割を担っており、戦前の旧市立図書館時代からの松平家寄贈資料「越國文庫」など、貴重な和漢古書も所蔵している。
2024年（令和6年）5月の市立図書館のリニューアルでは、既存の本館を改修して耐震補強し、内外装を刷新、図書館南側にも出入口を新設する。さらに、多目的ホールや活動室、カフェラウンジを備えた地域交流センターを合築・併設し、図書館との相乗効果で市民の活動や交流を促進する。
図書館の1階には、サービスカウンター、雑誌コーナーを備え、児童書エリアには児童やティーンズ向けの本、一般書エリアには小説本や料理本、医療・健康に関する本など暮らしの本を配架し、両エリアは通路を挟んでゾーン分けされている。天気の良い日には外のテラス席で読書を楽しめるほか、本の読み聞かせ用のおはなし室、話し合いながら学習を行えるグループ学習室、音声読み上げや拡大鏡が利用できる対面朗読室も備えている。地域交流センター側の屋外スペース「つながり広場」では飲食も可能となっている。
2階には、新たにサービスカウンターを設置して図書の貸出やレファレンスに対応するほか、直近1か月分の紙面の閲覧が可能な新聞コーナー、従来の郷土資料・参考図書だけでなく、歴史・地理や社会科学の本を含む、貸出可能な実用書も配架し、調べものがしやすいよう工夫が施されている。円形の吹き抜けを囲む書棚には、お薦めの本などが並べられる。
新たに2階に増築した閉架書庫（収蔵能力およそ40万冊）は集密書架として、電動式の移動棚を採用し、改装する既存の開架書架（1・2階）および閉架書庫（3階）と合わせて、最大72万冊の所蔵を可能とする。リニューアル開館後は、福井市図書館全5館で1冊しかない資料はすべて市立図書館に所蔵される方針である。また、図書の自動貸出に対応した図書館システムが整備される。

#### 建築概要
旧施設
- 構造 - 鉄筋コンクリート造、地上3階建て[124][125]
- 設計 - ミノル建築設計事務所（代表[126]）・伊藤建築事務所・フクイ建築コンサルタント[55]
- 施工 - 飛島建設（建築）、北陸設備工業（空調）、吉水建機（衛生）、伊藤電機設備（電気）、三菱電機（昇降機）[126]
- 敷地面積 - 4,078.05m2[127]
- 建築面積（別棟を除く） - 1,340.21m2[125]
- 建築延面積（別棟を除く） - 3,472.10m2[125]
- 高さ - 16.91m[125]
- 駐車場 - 74台分（うち、障害者用5台分）[128]
- 建設費 - 4億9402万9000円[124]
- 着工 - 1975年（昭和50年）3月28日[54]
- 竣工 - 1976年（昭和51年）6月1日[45][48][54]

新施設
- 構造
  - 図書館 - 鉄筋コンクリート造・地上3階建て（既存部分）、鉄骨造・地上3階建て（増築部分）[54]
  - 地域交流センター - 鉄骨造・地上2階建て[54]
- 設計 - 福井県建築設計監理協会[87][97]
- 施工 - 西田建設・松田組・末広建設（建築）、北陸設備工業・文殊四郎管工商会（空調）、吉水建機（給排水）、福井三菱電機機器販売（昇降機）[97]
- 敷地面積 - 4,921.47m2[54]
- 建築延面積（複合施設全体） - 5,731.82m2[54][123]
  - 図書館 - 4,505.91m2[54][123]（旧施設比130%程度）
  - 地域交流センター - 1,225.91m2[54][123]
- 閲覧席数（図書館） - 約170席[54]
- 収容人数（多目的ホール） - 120名[54]
- 駐車場 - 81台分（うち、障害者用5台分）[54]
- 駐輪場 - 65台分[54]
- 建設費 - 21億4300万円[88][129]
- 着工 - 2022年（令和4年）9月21日[54]
- 竣工 - 2023年（令和5年）12月15日[54]

新施設は市の公共施設としては初めて、省エネルギー効果の高いZEB Ready仕様の設計となる。

### みどり図書館
福井市立みどり図書館（ふくいしりつみどりとしょかん）は、福井市若杉3丁目にある公共図書館。福井市の第二図書館として1992年（平成4年）8月1日に新規開館した。足羽山公園と福井運動公園を結ぶ西部緑道に面しており、緑豊かな周辺環境の中で読書を楽しむことができる。CD、ビデオなどの視聴覚資料を収蔵しているのが特徴で、子育て世代向けのサービスを展開している。開架能力は一般書が約8万冊、児童書が約2万冊で、閉架書庫は約12万6000冊を収容可能とする。1階には、一般書・児童書コーナー、新聞・雑誌コーナー、視聴覚資料を鑑賞できるAVコーナーのほか、目の不自由な人向けの朗読サービス室、事務室などがある。2階には、視聴覚室、講座室、会議室、書庫などが入る。館内は段差を極力なくしてあり、車椅子でも利用できる。
2004年（平成16年）7月18日の福井豪雨では、地下機械室が水没、1階開架室が床上23cm（場所によっては26cm）まで浸水する被害に遭ったが、1階書架最下段の資料およそ3万冊はすべて、同館職員および応援に駆けつけた市立図書館職員やOBらが書棚上段および棚上へ退避させ、図書の浸水被害は免れた。一方で、水没した地下機械室は空調・消防設備およびエレベータが全損したほか、床上浸水した1階開架室および事務室もタイルカーペットやフローリングなどが全損した。また、利用者に貸出中の図書等約1200冊が汚損・流失した。被災当日は第3日曜日で市図書館は定休日、市内の小中学校は夏休みが始まる頃だった。夏季休暇の繁忙期の中、復旧作業のため、みどり図書館は長期休館を余儀なくされたが、休館期間中、7月26日から8か月間は月曜定休の市立図書館を特別開館する措置がとられ、同館にみどり図書館の図書約1万冊および雑誌が配架された。また、10月からは土曜・日曜に移動図書館車「あじさい号」をみどり図書館駐車場に配置して図書の貸出・返却、予約資料の受け渡しを行った。復旧作業には職員や業者以外に小学生から70代までの市民ボランティア168名も参加した。応急処置、復旧工事を経て、翌年3月30日にみどり図書館は復旧開館した。水害対策として、みどり図書館には止水板が3か所設置され、職員の訓練が定期的に行われている。

#### 沿革
- 1992年（平成4年）8月1日 - 福井市若杉町に新規開館。
- 2004年（平成16年）7月18日 - 福井豪雨により浸水し、休館。
- 2005年（平成17年）3月30日 - 水害の復旧工事が完了し、復旧開館。
- 2017年（平成29年）12月15日 - 移動図書館車「フェニックス号」運行開始[71]。
- 2018年（平成30年）4月 - 移動図書館車「フェニックス号」が正式に稼働開始[99]。
- 2019年（令和元年）8月23日 - 国立国会図書館デジタル化資料送信サービス提供開始[138]。
- 2024年（令和6年）2月 - 自動貸出機によるセルフ貸出に対応[1][11]。

#### 建築概要
- 構造 - 鉄骨鉄筋コンクリート造、地下1階、地上2階建て[124]
- 設計 - 福井県建築設計監理協会[139]
- 敷地面積 - 8,198.79m2[124]
- 建築面積 - 2,410.55m2[124]
- 建築延面積 - 3,285.83m2[124]
- 開架面積 - 1,469.60m2[131]
- 駐車場 - 147台分[91]（うち、障害者用3台分[128]）
- 建設費 - 14億587万3000円[124]
- 着工 - 1990年（平成2年）9月28日[54]
- 竣工 - 1992年（平成4年）3月25日[54]

### 桜木図書館
福井市立桜木図書館（ふくいしりつさくらぎとしょかん）は、福井市手寄1丁目のAOSSA（アオッサ）4階にある公共図書館。2007年（平成19年）4月19日に福井市の5館目の図書館として新規開館した。JR福井駅東口より徒歩1分の好立地で、地域住民以外に、公共交通機関を利用する通勤・通学者、ビジネスや観光で福井を訪れた旅行者などの利用も多い。新聞・雑誌、産業関係の図書および情報データベースの収集、提供に力を入れている。カウンター業務の委託および自動貸出機を県内の図書館では初めて導入した。定期休館日は年末年始を除けば毎月第三木曜日のみで、平日は午後9時まで開館している。AOSSAの入口（くるふ福井駅側の南方）付近にブックポスト（図書返却口）が設置されており、図書館の休館日にも貸出図書を返却できる。
館内には、約7万冊を収蔵可能な一般書コーナー、約3万冊を収蔵可能な児童書コーナー、300種類以上の雑誌・情報誌を所蔵する雑誌コーナー、県内の郷土資料を所蔵する地域資料コーナー、各種辞典・年鑑などを所蔵し、閲覧・自習用の机を備え、持ち込みパソコンの使用も可能な参考図書室などが配置されている。児童書コーナーに隣接するおはなし室は、主に紙芝居や絵本の読み聞かせ、おはなし会などの児童サービスに使用される。地域資料コーナー側面のガラスケースでは、時節に応じた企画展示が行われる。情報検索コーナーにはインターネット端末を17台設置し、官報などの商用データベースも提供しているほか、持ち込みパソコン用のブースが用意されている。蔵書の収容能力は約22万冊。そのうち、閉架の書庫は約14万冊の収容能力がある。サービスカウンターでは、図書の貸出・返却・予約・リクエスト、複写サービス、レファレンス相談を受け付けている。すべての図書資料にICタグが貼られており、不正持ち出し防止システムが導入されている。また、貸出カウンター以外に備え付けの自動貸出機を利用者が自ら操作して貸出処理を行うことも可能である。
「桜木」という館名の由来は、再開発に伴う発掘調査の結果、AOSSAの建設用地が福井城の城門址の一つと確認され、幕末維新期の「福井城下絵図」（松平文庫蔵）との比較において、城内南東の外曲輪と内曲輪を隔てる「桜木御門」があった場所と推定されたことによる。4階の図書館入口には、地元のライオンズクラブから市に寄贈された「福井城下絵図」の複製が由来の解説とともに掲示されている。
高校生の利用者が多い桜木図書館では、高校生の読書機会の増進のため、2019年（令和元年）から毎年、「福井市高校生ビブリオバトル」を開催している。

#### 沿革
- 2007年（平成19年）4月19日 - 手寄地区再開発ビル「AOSSA」4階に新規開館[153]。
- 2007年（平成19年）6月20日 - 延べ来館者数10万人を達成[154]。
- 2010年（平成22年）1月18日 - 延べ来館者数100万人を達成[154]。
- 2014年（平成26年）7月9日 - 国立国会図書館デジタル化資料送信サービス提供開始[155]。
- 2022年（令和4年）3月 - 館内照明をLED照明に取り替え[77][124]。

#### 建築概要
- 構造 - 鉄骨造（一部鉄骨鉄筋コンクリート造）、地下2階地上8階建ての4階および1階の一部分[124][156]
- 設計 - 松田平田設計[141]
- 敷地面積 - 4,499.96m2[124]
- 建築面積 - 3,478.62m2[124]
- 建築延面積（AOSSA全体） - 33,170.08m2[156]
- 図書館専有面積 - 2,044.29m2[124]
  - 桜木図書館（4階） - 2,031.74m2[156]
  - ブックポスト（1階） - 12.55m2[156]
- 建設費 - （複合施設のため不明[156]）
- 着工 - 2005年（平成17年）3月25日[156]
- 竣工 - 2007年（平成19年）4月12日[156]

### 清水図書館
福井市立清水図書館（ふくいしりつしみずとしょかん）は、福井市清水地区の中心部にある公共図書館。建物は鉄筋コンクリート造り3階建て。公民館との複合施設で、図書館の玄関は公民館の外階段を上った2階にあり、1階に老人福祉センター、3階に郷土資料館がそれぞれ入る。2階のフロアには一般書・児童書コーナー、雑誌・新聞コーナー、貸出カウンターおよび蔵書検索用のコンピュータがあり、3階には図書館の催し物で使用する視聴覚室がある。開館からの20年間で、清水地区の住民の教育・文化活動を支える中心拠点として、社会人・一般向けには、読書会や研究会、資料展示会や講演会などを開催し、児童・生徒向けには、各学校への団体貸出、読み聞かせ、ブックトークなどを開催してきた。特色ある取り組みとしては、1993年（平成5年）度から、詩人でもあった広部英一館長が中心となり、「ふるさとの詩劇場」を毎年開催している。

#### 建築概要
- 構造 - 鉄筋コンクリート造、地上3階建ての2階および3階の一部分[166]
- 敷地面積 - 24,385m2[166]
- 建築面積 - 644.26m2[166]
- 建築延面積 - 696.2m2[166]
- 建設費（複合施設の総事業費） - 3億2319万2000円[166]

#### 清水地区の図書館史
丹生郡清水町（現・福井市清水地区）の図書館の歴史は、1975年（昭和50年）4月に清水町社会福祉センター内に設置された県立図書館清水配本所に始まる。
昭和50年代後半になって、町民の間で図書館建設を望む声が高まり、図書館未設置市町村を対象とした県の市町村立図書館整備促進事業による補助も後押しして、1982年（昭和57年）12月に清水町立図書館設置条例が公布された。同じ頃に新築移転した清水中学校の跡地を建設用地として、1984年（昭和59年）6月15日に着工、同年12月28日に竣工した。施設全体の工費は2億9570万円で、資料館の展示工事等も含めた総経費は3億2319万2000円に上った。1985年（昭和60年）4月2日、約1万冊の蔵書を揃えて清水町立図書館が開館した。1984年（昭和59年）時点で、県内28町村のうち独立した図書館施設を有していたのは、わずか7町しかなく、当館の開館は農村地区に建設された先駆的な町立図書館として注目を集めた。開館年の7月には図書館報『あぜみち』を創刊した。
開館と同時に県立図書館清水配本所が当館に併置された。この清水配本所の図書1,393冊は、1987年（昭和62年）3月末日をもって県立図書館の配本制度が廃止されたことにより、町立図書館に無償で譲渡された。
個人貸出冊数は当初1人3冊までだったが、1992年（平成4年）6月からは1人5冊までとなった。その後、数年がかりで蔵書にバーコードを貼付する作業を経て、1999年（平成11年）2月からはコンピュータを利用した図書館システムの導入により、1人10冊まで借りられるようになった。
2006年（平成18年）2月1日、福井市との合併により、館名を「福井市立清水図書館」に改称した。

### 美山図書館
福井市立美山図書館（ふくいしりつみやまとしょかん）は、福井市美山地区の中心部にある公共図書館。公民館やホールを併設する複合文化施設「みやま木ごころ文化の郷」内に設置されている。図書館南面は採光に配慮してガラス張りになっており、四季折々の美山の自然景観も生かした造りになっている。所蔵能力は、開架23,000冊、閉架書庫20,000冊である。1階のフロアに一般書・児童書コーナーと新聞・雑誌コーナー、絵本コーナー、視聴覚室などがあり、蔵書検索用のコンピュータ1台が設置されている。レファレンス資料や専門書は多くないが、小説や趣味・娯楽の本はよく利用されている。また、民話の収集に努めている。

#### 建築概要
- 構造 - 鉄骨鉄筋コンクリート造、地上2階建ての1階東部分[166]
- 敷地面積 - 491.58m2[166]（複合施設の総敷地面積は17,579.53m2[166]）
- 建築面積 - 491.58m2[166]
- 建築延面積 - 491.58m2[166]（複合施設の総建築延面積は4,054.42m2[166]）
- 建設費 - （複合施設のため不明[166]）

#### 美山地区の図書館史
足羽郡美山町（現・福井市美山地区）においては、1974年（昭和49年）4月、美山町教育委員会内に県立図書館美山配本所が設置された。
人口減少が進む町の過疎化に歯止めをかけるため、国の若者定住促進等緊急プロジェクト事業の一環として建設が進められた、美山町の芸術・文化の新しい拠点となる施設「みやま木ごころ文化の郷」が、1997年（平成9年）10月に落成した。同年11月1日、同施設内の町民交流館に併設された美山町立図書館が開館した。
2004年（平成16年）7月18日、福井豪雨により、美山町では午前6時10分までの1時間に96mmの大雨（積算降水量は285mm）が降り、町内を流れる足羽川が、右岸の品ヶ瀬地係と境寺地係で決壊した。川の氾濫により、両地係の間に位置する美山町立図書館も被災し、休館を余儀なくされた。図書館は、被災から7か月後の翌年2月15日に再開した。
2006年（平成18年）2月1日、福井市との合併により、館名を「福井市立美山図書館」に改称した。
2021年（令和3年）4月1日、管理・運営が福井市の直営から委託に変更された。

## 移動図書館

濃い桃色が福井市の市域

福井市は1889年（明治22年）の市制施行以来、幾次にも及ぶ町村合併を経て、市域を次第に市街中心部から沿岸部・山間部まで拡大した。2024年（令和6年）1月1日現在、その面積は536.37km2に及び、市の外れにも可住地が散在している。
このような広い地域と複雑な成り立ちの福井市において、市全域にわたる図書館サービスを展開するのは容易ではない。そこで、移動図書館が配本と貸出をはじめとする巡回図書サービスに機動力を発揮している。とりわけ戦災と震災の影響で独立館なき時代、1962年（昭和37年）6月から配本サービスを開始した移動図書館は、戦後福井市の図書館活動の原点といっても過言ではない。
2020年（令和2年）のコロナ禍でも、緊急事態下の措置として全館臨時休館する中、応急的な窓口として移動図書館が活躍した（詳細）。
2023年（令和5年）現在は、マイクロバスを改造した「あじさい号」と「フェニックス号」の2台の専用車がそれぞれ約1500冊の図書を積載し、図書館から遠い地域を中心に、公民館や小学校など、市内113か所の巡回先へ月に1度、23か所の配本先へ2か月に1度、巡回して図書の貸出を行っている。主に載せているのは、小説や料理・手芸などの趣味・実用書と、絵本・紙芝居・物語などの児童書で、定期的に本の入れ替えや補充が行われる。リクエストした本を受け取ることもできる。
また、市内で開催される各種イベント会場に「出前図書館」と銘打って参加し、イベントのテーマに関連する図書の貸出やワークショップを行うこともある。

### あじさい号

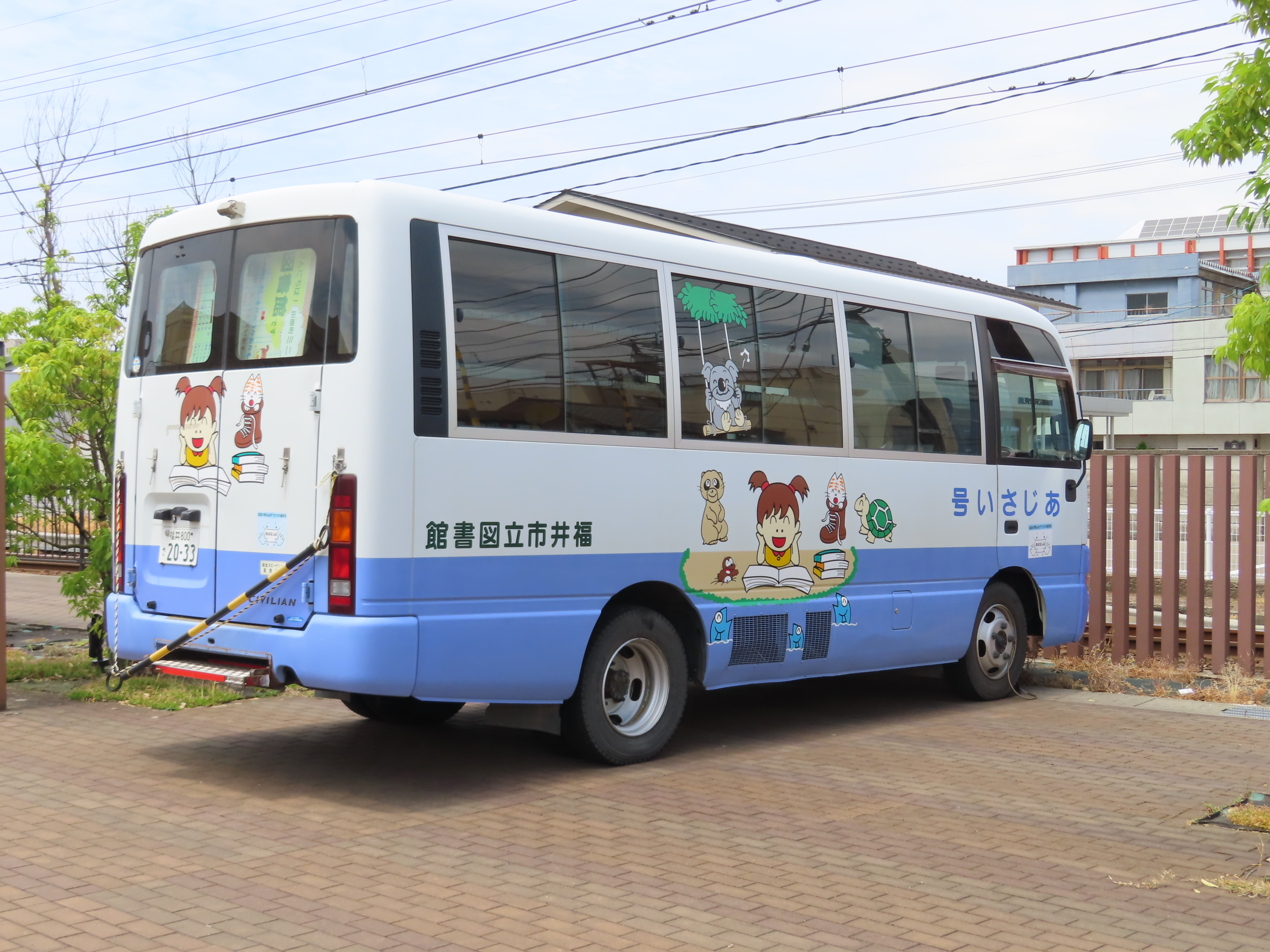
あじさい号（2023年5月）

市の花アジサイにちなんだ「あじさい号」の愛称で市民に親しまれる移動図書館車1台が、市立図書館（文京）を拠点に稼働している。主な巡回地域は福井市の北西部・南東部および美山地区である。「あじさい号」の愛称は市民からの公募で決められた。
1973年（昭和48年）8月、専用の移動図書館車として、初代「あじさい号」（トヨタ・コースター）が稼働を開始した。
1984年（昭和59年）7月、老朽化した初代「あじさい号」に代わり、2代目の「あじさい号」（いすゞ・ジャーニーM）が巡回貸出を開始した。
2001年（平成13年）10月、先代車両が老朽化したため、新たに3代目の「あじさい号」が約700万円の費用をかけて導入された。車種は日産・シビリアンの改造車で、昇降口に手すりが設置され、エアコンを完備し、車内に設置された本棚に約1500冊の図書を積載可能とする。
2021年（令和3年）11月、後述する「フェニックス号」と同様にバリアフリーに対応した4代目の「あじさい号」に車両が更新され、同年12月9日から運行を開始した。

### フェニックス号
2017年（平成29年）11月28日、福井市にとって2台目となる移動図書館車「フェニックス号」が市に納車された。宝くじのコミュニティ助成事業で整備されたもので、車いすリフト付きのバリアフリー対応車両となっている。同年12月15日に市役所でお披露目された後、初めての巡回を行い、正式には2018年（平成30年）度からみどり図書館を拠点に稼働している。主な巡回地域は清水地区など福井市南西部である。「フェニックス号」の名称は、福井市のシンボルである不死鳥のイメージと、それにちなんだ福井市の初代移動図書館車の名称にあやかったもので、図書館の利用者による投票で命名候補6案の中から選ばれた。